# فرانك دبليو. هنت
فرانك دبليو. هنت (بالإنجليزية: Frank W. Hunt)‏ هو سياسي أمريكي، ولد في 16 ديسمبر 1861 في لويفيل في الولايات المتحدة، وتوفي في 25 نوفمبر 1906 في بويسي في الولايات المتحدة بسبب ذات الرئة. حزبياً، نشط في الحزب الديمقراطي. وقد انتخب Governor of Idaho ‏ (7 يناير 1901 – 5 يناير 1903).